# José Segundo Decoud
José Segundo Decoud Domecq (Asunción, 14 de mayo de 1848-Asunción, 3 de marzo de 1909) fue un político, periodista, diplomático, y militar paraguayo. Es considerado una de las ilustres figuras del liberalismo en su país, siendo uno de los fundadores y precursor de la ideología del Partido Colorado, del cual fue rector de su acta constitutiva y primer vicepresidente de la misma.

## Biografía

### Infancia y estudios
Hijo de Juan Francisco Decoud y María Luisa Concepción Domecq, José Segundo nació en Asunción el 14 de mayo de año de 1848 durante la presidencia de don Carlos Antonio López.
Todos sus familiares eran opositores al régimen de López, el fusilamiento de sus tíos Teodoro y Gregorio por traición a la patria obligó a su familia al exilio, cursó junto a su hermano Juan José, sus estudios secundarios en el Colegio del Uruguay, que era en ese entonces, un calificado centro educacional del Plata. Seguidamente cursó leyes en la Universidad de Buenos Aires.
Según refiere Carlos Zubizarreta “Decoud militaba en la oposición al gobierno de los López, y como lo hicieran otros de sus conciudadanos, se enroló en la Legión Paraguaya de la que se retiró avergonzado apenas conocido el texto del inicuo Tratado de la Triple Alianza”.

Se registra su participación en los términos de la capitulación de Uruguayana, el 18 de septiembre de 1865. Esta acción fue ejecutada por otros miembros de la Legión como su padre el comandante Juan Francisco Decoud, Benigno Ferreira y Jaime Sosa Escalada.

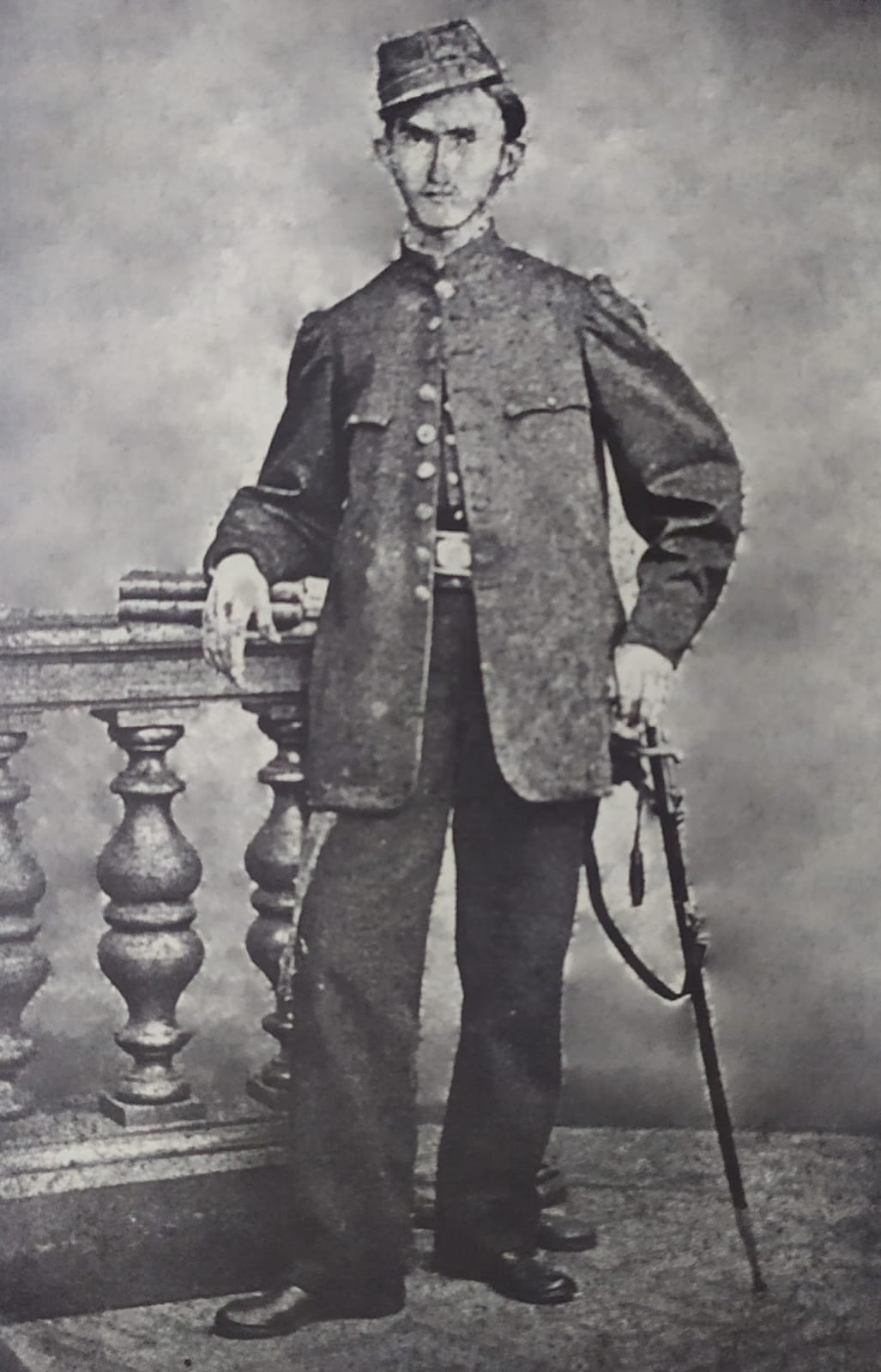
José Segundo Decoud con uniforme de alférez de la legión Paraguaya.

### Club del Pueblo
Terminada la guerra y con la anuencia de los plenipotenciarios aliados José María Paranhos y José Roque Pérez, comenzaron los fervorosos trabajos electorales que llevarían años después a la fundación de los partidos tradicionales y al establecimiento del primer gobierno provisorio. El primer intento fue la creación del Club del Pueblo, cuya acta de fundación lleva la fecha del 26 de junio de 1869.
La primera comisión directiva estuvo compuesta por:
- Don Ignacio Sosa, Presidente
- José María Mazó, Vicepresidente
- José Segundo Decoud, Secretario

Rufino Taboada, Manuel Valle, Juan B. Careaga, Ezequiel Román, Eustaquio Aranda, Vocales.

### Labor periodística

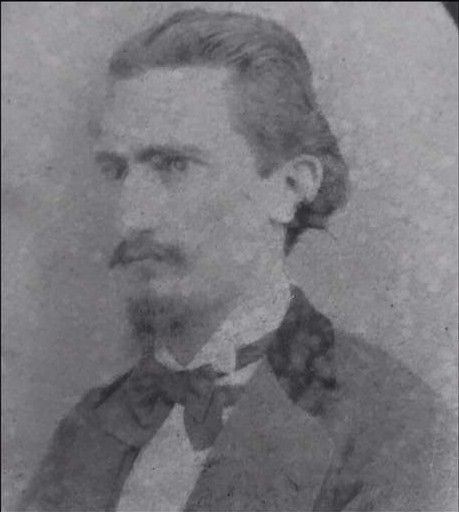
Jose Segundo Decoud

Juntamente con Juan José, Facundo Machaín, Juan Silvano Godoy y Cayo Miltos, José Segundo Decoud fue la expresión más brillante de los intelectuales de la época, con destacada actuación en el campo de la política, del periodismo, del derecho y de las letras.
Su nombre aparece como articulista y redactor de “La Regeneración”, que circuló bajo la dirección de Héctor Francisco Decoud, en Asunción, desde octubre de 1869 hasta septiembre de 1870 y propició la candidatura de Cirilo Antonio Rivarola.
Colaboró en otros diarios como “La Reforma” y “La Opinión Pública”. Activo comunicador, sus escritos aparecieron publicados en todos los diarios circulantes después de la guerra, tanto de Asunción como de Corrientes y Buenos Aires.
Publicó otros trabajos: la traducción del inglés al español de “La Ciencia del gobierno” de José Alden. “Recuerdos históricos” y “La amistad. Cuestiones Políticas y Económicas”, editada en 1876; “El patriotismo” en 1905, son, obras que lo distinguen por su capacidad narrativa y su agudo sentido de observación de la realidad sociopolítica de su país, pero fue en la política donde se reveló con mayor pujanza.

### Vida política
Sus primeras participaciones las hizo en carácter de convencional para la elaboración de la Constitución de 1870 y como secretario del primer gobierno de posguerra, el Triunvirato. A seguir fue ministro del Interior y de Instrucción Pública.
De esa época en adelante estuvo firmemente relacionado con la administración pública. 
Fue ministro de Culto e Instrucción Pública y luego de Relaciones Exteriores en el gobierno de Cándido Bareiro (1878-1880).
Ocupó el Ministerio de Hacienda en el mandato de Juan Gualberto González (1890-1894).
Fue nuevamente ministro de Relaciones Exteriores durante la presidencia de Emilio Aceval. 
La renuncia impuesta del presidente Juan Gualberto González, concuñado de José Segundo, dio lugar a que se pensara que sería substituido por este. La situación política era manejada por intrigantes del gabinete: las presiones sufridas por Decoud por parte de Rufino Mazó, Eusebio Mongelós y Rufino Careaga, en representación de los hombres fuertes, Juan Bautista Egusquiza y Bernardino Caballero, forzaron su apartamiento, dando lugar a que la presidencia recayera en manos de Marcos A. Morínigo.
La gestión diplomática de Decoud se dio con la designación como ministro plenipotenciario ante los gobiernos de Brasil y Uruguay. 
Hombre de fuertes principios liberales, fue fundador en el año 1887, al lado de Bernardino Caballero y otros más de la Asociación Nacional Republicana, entidad a la que dedicó muchos años de su talento como hombre probo y capaz.
El Paraguay no obtuvo el provecho suficiente de uno de los hombres mejor dotados para el ejercicio de gobierno. Su ilustración y buenas intenciones se extraviaron en medio de la anárquica marea que arrasó con la nación paraguaya en los primeros años de su reorganización.
Luego de numerosos intentos que se remontan a la época colonial, el 24 de septiembre de 1889, a sólo 19 años de concluida la guerra, se creó la Universidad Nacional de Asunción. La figura señera de José Segundo Decoud figura entre los que delinearon el proyecto del funcionamiento de la primera institución de estudios superiores. 
Luego de una larga labor de servidor público debió hacer frente a una acusación promovida por Juan Silvano Godoi, en el seno del Senado, de pretensiones anexionistas con la Argentina y traición a la patria. Manuel Domínguez lo defendió con altura, obteniendo la absolución del celebrado político. Refiere sobre el punto el historiador Carlos R. Centurión que la discusión suscitada como consecuencia de la acusación contra el canciller Decoud, constituye una de las páginas más bellas y ardorosas de la antigua vida parlamentaria en el Paraguay.
En 2014, el historiador y diplomático Ricardo Scavone Yegros recopiló la mayor parte de sus escritos publicados, con un estudio crítico.

### Suicidio
Puso fin a su vida en Asunción, el 4 de marzo de 1909. Escribió una carta de despedida a su esposa, que la conserva su nieto Francisco Legal.